# Mitiromicina A
La mitiromicina A es un alcaloide antibiótico aislado de Streptomyces verticillatus. Es activo contra bacterias Gram positivas y Gram negativas. Es soluble en metanol y cloroformo. UV: [neutro] λ.max227 (ε8920) ;322 (ε7580) ;530 (ε1030) (MeOH)